# سری‌لانکا و تروریسم دولتی

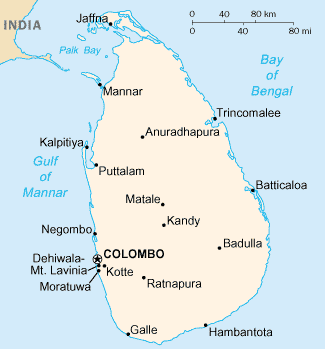
شهرهای مهم سری‌لانکا

سری‌لانکا و تروریسم دولتی (انگلیسی: Sri Lanka and state terrorism) موضوعی است که طی آن دولت سری‌لانکا به تروریسم دولتی علیه اقلیت تامیل و همچنین اکثریت سینال متهم شده‌است. دولت سری‌لانکا و نیروهای مسلح این کشور متهم به قتل‌عام، بمب‌گذاری و توپ باران بی هدف، قتل‌های غیرقانونی، تجاوز، شکنجه، ناپدید شدن، بازداشت خودسرانه، جابجایی اجباری و محاصره اقتصادی است. طبق اظهارات سازمان عفو بین‌الملل، تروریسم دولتی در قوانین سری‌لانکا، دولت و جامعه نهادینه شده‌است.

## تاریخچه

### قرن بیستم
همچنین نگاه کنید به: شورش‌های سری لانکا در سال ۱۹۵۸، سوزاندن کتابخانه جفنا و ژوئیه سیاه
گرچه نیروی دریایی سلطنتی بریتانیا تا سال ۱۹۵۶ در این کشور پایگاه داشت اما سریلانکا در سال ۱۹۴۸ به عنوان کشور مشترک‌المنافع سیلان از بریتانیا استقلال به دست آورد. در سال ۱۹۷۲، این کشور جمهوری شد و نام سریلانکا را به تصویب رساند. از آن زمان تا کنون، کشور دو منازعه اصلی - جنگ داخلی و قیام مارکسیستی را تجربه کرده‌است.

### قیام مارکسیستی
همچنین نگاه کنید به: شورش JVP (سری لانکا) در سال ۱۹۸۷–۱۹۸۹و گور دسته جمعی سوریاکاندا
از سال ۱۹۸۵ تا سال ۱۹۸۹، سریلانکا با خشونت متقابل بر علیه شورش اکثریت سینال، به عنوان بخشی از اقدامات مبارزه با شورش علیه قیام حزب جنتو مارکت، جاناتا ویموکتی پرامونا (JVP)، پاسخ داد. طیف گسترده‌ای از اعمال ظالمانه توسط دولت ثبت شده‌است که به منظور سرکوب کسانی که از قیام JVP، حمایت کردند انجام شده‌است از جمله شکنجه و قتل‌عام کودکان مدرسه. این سرکوب در میان سالهای ۱۹۸۹ تا ۹۰ بر علیه جمعیت سینهالا به اوج خود رسید.

### جنگ داخلی
جنگ داخلی سریلانک از سال ۱۹۸۳ تا سال ۲۰۰۹ ادامه یافت. در سال ۱۹۸۶ یک تامیل آمریکایی در دانشگاه هاروارد اظهار داشت که اعمال «تروریسم» توسط همه طرفها در طول جنگ صورت گرفته‌است. اگرچه تمام احزاب درگیر از این تاکتیک‌ها استفاده می‌کردند، اما از نظر گستردگی، مدت زمان و شمار قربانیان، دولت سریلانکا در انجام این اعمال، مقصر است. جنبش توسعه و حقوق دموکراتیک که یک سازمان غیر دولتی (NGO) است این مسئله را بازتاب داده و تأیید کرده‌است دولت سریلانکا کشتن را به عنوان یک ابزار سیاسی ضروری مورد استفاده قرار می‌دهد. این موضوع در اصل تقاضای اقلیت تامیلها برای تشکیل یک کشور مستقل به نام «تامیل ایلام» در شمال کشور را دامن زد. این ایده ابتدا توسط S.J.V. چلوانایاگام در سال ۱۹۷۶ مطرح شده بود.
چاندریکا کاماراتونگا از ۱۹۹۴ تا ۲۰۰۵ رئیس‌جمهور سریلانکا بود. وی در مصاحبه با گوینده اخبار تلویزیون بریتانیا و منتقد خبری دیوید فراست اظهار داشت که در آن زمان که شوهر او ویجایا کاماراناتونگا ترور شد، "سریلانکا صحنه کشتار بود، بسیاری از ترورها توسط خود دولت یعنی تروریسم دولتی انجام شده‌است. این بیانیه توسط توسط مرکز منابع حقوقی آسیا (ALRC) که یک سازمان غیر دولتی مستقر در هنگ کنگ است و در ارتباط با سازمان ملل متحد می‌باشد پشتیبانی شده‌است. این مرکز نیز ادعا کرده‌است که در طول این دوره، دولت اقدام به کارهای تروریستی گسترده کرده‌است.

### قرن ۲۱
پس از فروپاشی مذاکرات صلح در سال ۲۰۰۶، سازمان‌های حقوق بشر مانند مرکز آسیا حقوق بشر (ACHR)، معلمان دانشگاه برای حقوق بشر (UTHR) و احزاب سیاسی طرفدار LTTE مانند اتحاد ملی تامیل ادعا کردند که دولت سریلانکا تروریسم دولتی را به عنوان بخشی از اقدامات مقابله با شورش علیه جنبش شورشی LTTE شروع کرده‌است. دولت سریلانکا ادعا کرد که این اتهامات توسط LTTE یک تلاش برای برای توجیه اقدامات تروریستی خود LTTE بوده‌است.
ACHR همچنین اظهار داشت که پس از فروپاشی مذاکرات ژنو در فوریه ۲۰۰۶، دولت سریلانکا با هدف قرار دادن هواداران LTTE و غیر نظامیان تامیل اقدام به تروریسم دولتی کرد. سخنگوی سازمان دیده‌بان حقوق بشر معتقد است: «دولت سریلانکا ظاهراً به نیروهای امنیتی خود برای استفاده از تاکتیک‌های جنگ کثیف چراغ سبز داده‌است.» منابع تامیل از خواهان دخالت‌های بین‌المللی شدند تا شهروندان را در برابر تروریسم دولتی حفاظت کنند.

## اتهامات خاص

### قتل
در رابطه با قتل‌عام دانش آموزان ۲۰ ساله ترینکومالی در سال ۲۰۰۶ اشاره می‌شود، و به دنبال آن تهدید شاهدان توسط دولت و فقدان نیروی تحقیقاتی، گروه محلی حقوق بشر UTHR آن را یک عمل تروریستی دولتی نامید.
ناتوانی / کمک به سربازگیری کودکان توسط ببرهای آزادیبخش تامیل
طبق گزارش مرکز آسیا برای حقوق بشر (ACHR)، اساسنامه رم در دادگاه بین‌المللی کیفری، «سربازگیری یا ثبت نام کودکان زیر سن پانزده سال در نیروهای مسلح یا گروه‌ها یا استفاده از آنها برای شرکت در جنگ‌های خصمانه» به عنوان یک جرم جنگی محسوب می‌شود. این آژانس، تامیل مکلال ویداتالی پالیکال (TMVP)، که از LTTE جدا شده و تحت حمایت دولت قرار گرفته‌است، را متهم کرده که کودکان را برای «تروریسم دولتی» بکار گرفته و از جامعه بین‌المللی برای ارجاع سری لانکا به دادگاه بین‌المللی جنایی برای بررسی نقض مقررات رم فر خوان داده‌است.
براد آدامز، مدیر آسیا در سازمان دیده‌بان حقوق بشر، گفت: «دولت کاملاً از آدم‌ربایی آگاه است، اما اجازه می‌دهد که این وضعیت ادامه پیدا کند زیرا به دنبال یک متحد علیه ببرهای تامیل هستند». سازمان دیده‌بان حقوق بشر همچنان افزود که انتقال کودکان ربوده شده بدون مشارکت ارتش سریلانکا امکان‌پذیر نیست. [۳۳] گفته شده‌است که از زمانی که گروه TMVP از LTTE در سال ۲۰۰۴ جدا شد، به عنوان نیروی شبه نظامی توسط ارتش سریلانکا مورد استفاده قرار گرفته‌است.

### شکنجه و تجاوز جنسی
فدراسیون بین‌المللی تامیل‌ها، یک کنسرسیوم طرفدار LTTE گروه‌های تامیل، ادعا کرده‌است که استفاده سیستماتیک از شکنجه و تجاوز به عنف توسط نیروهای سریلانکا به تروریسم دولتی انجامیده‌است. شکنجه، تجاوز و قتل یک خانواده در قتل‌عام ونکلی به عنوان یک اقدام تروریستی دولتی توصیف شده‌است. گروه‌های حقوق بشر این قتل‌عام را محکوم کرده‌اند و خواستار تحقیقات مستقل شده‌اند. در کتاب ضربه روحی تروریسم توسط ییل دانیلی، دولت سریلانکا به عنوان گناهکارترین در استفاده از تروریسم عنوان می‌شود؛ نویسنده ادعا می‌کند که تروریسم دولتی به ساختار جامعه و سازوکار حکومتی تبدیل شده‌است.
از هیلاری کلینتون نقل شده‌است سری لانکا را در استفاده از تجاوز به عنوان یک تاکتیک جنگی مرتبط دانسته‌است.

### تداخل با رسانه‌های خبری
رهبر مخالفان، رانی ویکم ریشینگه، دولت سری لانکا را متهم کرده‌است که کشور را به یک حزب سری (جانتا) تبدیل کرده‌است. «این جانتا بر اقتصاد، فعالیت‌های تجاری و دفاع چنگ انداخته‌است. آنها فساد و ترور را در کشور به راه انداخته‌اند.» وی ادعا کرده‌است که حمله به روزنامه ساندی لیدر، یک هفته نامه مستقل انگلیسی، بدون اطلاع وزارت دفاع سریلانکا، نمی‌توانست رخ دهد، زیرا این دفاتر در یک منطقه امنیتی بالایی قرار دارند، یعنی در کنار یک پایگاه نیروی هوایی، یک دفاع آکادمی و اردوگاه نظامی.
UTHR، یک سازمان حقوق بشر محلی ادعا کرده‌است که رسانه‌ها توسط تروریسم دولتی سرکوب شده‌اند. برخی از فعالان توجهات را به کمبود پوشش تغییرات تامیل‌ها در اواخر سال ۲۰۰۸ جلب می‌کنند، به ویژه افرادی که به روستاهای رفاهی در هند منتقل شده‌اند و تحت عنوان عوارض ضد دمکراتیک علیه رسانه‌ها زیر پوشش اخبار هند قرار گرفته‌اند.